# Arnaud de Borchgrave
Arnaud de Borchgrave (Brussel, 26 oktober 1926 - Washington, 15 februari 2015), in België Graaf Arnaud Charles Paul Marie Philippe de Borchgrave d'Altena, was een Amerikaans schrijver en journalist.

## Familie
Arnaud de Borchgrave was de zoon, naast twee dochters, van graaf Baudouin de Borchgrave d'Altena (1898-1993) en zijn eerste vrouw Audrey Townshend (1900-1987). Baudouin was luitenant-kolonel in het Belgisch Leger en vervolgens militair attaché in Washington en Ottawa.
Arnaud trouwde:
- in 1950 met Dorothy Solon (° 1915) (echtscheiding in 1959);
- in 1959 met Eileen Ritschel (° 1929) (echtscheiding in 1969);
- in 1969 met Alexandra Villard (° 1946).

Uit het eerste huwelijk had hij Arnaud-Harry de Borchgrave (1951-2011) en uit het tweede huwelijk Patricia de Borchgrave (° 1961).

## Levensloop
In 1940 vluchtte het gezin naar Engeland. De vader werkte er voor de militaire inlichtingendienst van het Belgisch leger. Arnaud liep school in King's School, Canterbury en in H.M.S. Worcester Nautical Training College, zodat hij op 16 jaar dienst kon nemen bij de Britse Navy. Hij werd gewond op D-day.
In 1947 werd hij voor United Press correspondent in Londen en in 1949 volgde hij Walter Cronkite op in dezelfde functie in Brussel. Hij liet vervolgens België en zijn adellijke titulatuur achter zich, zonder nochtans formeel aan zijn adellijke status te verzaken, ook niet toen hij in 1957 Amerikaans staatsburger werd.
In 1951 werd hij correspondent voor Newsweek in Parijs, waar hij werd opgevolgd door Benjamin Bradlee (1921-2014). Bij Newsweek werd hij foreign editor, roving senior editor and chief European correspondent.
Hij werd bekend voor zijn interviews van staatshoofden en politieke leiders en voor zijn verslaggeving vanuit talrijke oorlogsgebieden, te beginnen met die over de nederlaag van de Franse troepen in Dien-Bien-Phu. Hij gaf verslag over de Zesdaagse Oorlog in 1967 in het Midden-Oosten en vanuit de kazernes van Khadaffi in Libië, schreef talrijke reportages vanuit Vietnam en artikels vanuit Europese hoofdsteden over gebeurtenissen tijdens de Koude Oorlog. Hij verklaarde zelf bij minstens zeventien oorlogen aanwezig te zijn geweest en er verslag te hebben over uitgebracht.
In 1972 moest hij onderduiken nadat hij namen had bekendgemaakt van de terroristen die Israëlische atleten hadden vermoord op de Olympische Spelen in München. Hij maakte van die tijd gebruik om de bestseller Spike te schrijven.
Hij verliet Newsweek in 1980 vanwege een meningsverschil en werd in 1985 hoofdredacteur van de conservatieve krant The Washington Times, die gefinancierd werd door Rev Sun Myung Moon en zijn Unification Church.
In 1991 gaf hij de effectieve uitgeversjob op en werd opnieuw correspondent en journalist. In 1998 werd hij president van het agentschap United Press International (UPI), het agentschap waar hij destijds begonnen was, en bleef dit ook nadat het in 2000 was overgenomen door News World Communications, eveneens gefinancierd door de Unification Church. In 2001 werd hij 'editor at large' en bleef regelmatig columns schrijven. De laatste verscheen op 21 december 2014.
Hij werd ook uitvoerend directeur van de denktank Transnational Threats Project bij het Center for Strategic and International Studies. Hij was ook medestichter van de digitale Newsmax Media.
Het curriculum van de Borchgrave, zijn 'wapenfeiten' en fysieke moed tijdens oorlogsgebeurtenissen, zijn onuitputtelijk adressenboek met prominente bekenden, zijn primeurs, zijn buitensporige onkostenrekeningen, gaven hem onder journalisten een legendarische naam en reputatie. Sommige berichten over hem waren onjuist, zoals het gegeven (al dan niet door hemzelf verspreid) dat hij, was hij in België gebleven, de dertiende zou geweest zijn in de lijn van Belgische troonopvolgers. De familie de Borchgrave d'Altena had geen enkele familieband met de Belgische koninklijke familie.

## Eerbetoon
De Borchgrave werd vaak onderscheiden met prijzen. Daaronder:
- The George Washington Medal of Honor for Excellence in Published Works (1985);
- Best Magazine Reporting from Abroad (Foreign Affairs);
- New York Newspaper Guild Page One Awards for foreign reporting (driemaal);
- Lifetime Achievement Award van de Phillips Foundation (2007).

## Publicaties
- The Spike (samen met Robert Moss), Outlet, 1980.
- Monimbo (samen met Robert Moss), Simon & Schuster, 1983.
- Moscow rules (samen met Robert Moss), 1990.
- The Power of Outreach: Leveraging Expertise on Threats in Southeast Asia (samen met Thomas Sanderson en David Gordon), Center for Strategic & International Studies, Washington, 2009.

## Voetnota
1. ↑  Hij bleef in Belgische publicaties vermeld als graaf Arnaud de Borchgrave d'Altena, onder meer in de 'Etat présent de la noblesse belge', en in de jaarboeken 'High Life de Belgique' en 'Carnet Mondain'. Dit gebeurde zeker niet buiten zijn medeweten, aangezien deze publicaties om schriftelijk akkoord van de betrokkenen vragen.

- Bibliothèque nationale de France: cb118988716 (data)
- Gemeinsame Normdatei: 1067347313
- International Standard Name Identifier: 0000 0000 6304 0852
- Library of Congress Control Number: n79137322
- National Archives and Records Administration: 10581539
- Bibliotheek van het Japanse parlement: 00433865
- Nationale Bibliotheek van Tsjechië: jcu2013781210
- Nationale Bibliotheek van Israël: 987007277132205171
- Nederlandse Thesaurus van Auteursnamen: 069544816
- SNAC: w6166q4z
- Système universitaire de documentation: 026814617
- Virtual International Authority File: 54146459
- WorldCat: E39PBJmxWFjcjyHjFVvd4fr6rq